# Kringeltjärnen (Älvdalens socken, Dalarna)
Kringeltjärnen är en sjö i Älvdalens kommun i Dalarna och ingår i Dalälvens huvudavrinningsområde.